# 7th Heaven
7th Heaven was een Amerikaanse dramaserie, waarin de familie Camden centraal staat. Vader Eric Camden is dominee van een protestantse kerk in het fictieve Glenoak, Californië. Samen met zijn vrouw Annie heeft hij vijf (later zeven) kinderen: Matt, Mary, Lucy, Simon en Ruthie (en de tweeling Sam en David). Ze hebben dan ook hun handen vol met de kerk, de opvoeding van hun kinderen en de vele problemen die die met zich meebrengen.
De serie is bedacht door Brenda Hampton en geproduceerd door haarzelf, Aaron Spelling en E. Duke Vincent. De eerste aflevering werd in de VS uitgezonden op 26 augustus 1996 op de The WB. Warner Brothers had besloten de serie na seizoen 10 stop te zetten wegens te hoge productiekosten. Dit seizoen werd dan ook afgesloten met een dubbele slotaflevering. Deze aflevering werd zo druk bekeken dat men besloot de reeks alsnog een vervolg te geven op de nieuwe zender The CW, echter wel met mindere middelen en dus minder acteurs.
In Nederland werden de eerste seizoenen op de NCRV en de EO uitgezonden. In 2010 zond de EO de eerste 4 seizoenen en 3 afleveringen van seizoen 5 uit. Dit stopte op 3 september 2010 toen het tv-seizoen afliep en de EO in uitzendtijd werd gekort. In Vlaanderen zendt 2BE de serie al sinds jaar en dag uit, traditioneel op weekdagen tussen 19.00 en 20.00 uur. De eerste negen seizoenen zijn op die manier reeds uitgezonden geweest. Meestal wordt het nieuwe seizoen voorafgegaan door de heruitzending van eerdere seizoenen.

## Familie Camden
- Stephen Collins als Eric Camden (1996-2007)
- Catherine Hicks als Annie Jackson-Camden (1996-2007)
- Barry Watson als Matt Camden (1996-2006)
- Jessica Biel als Mary Camden-Rivera (1996-2003)
- Beverley Mitchell als Lucy Camden-Kinkirk (1996-2007)
- David Gallagher als Simon Camden (1996-2004 • 2005-2006)
- Mackenzie Rosman als Ruthie Camden (1996-2007)
- Lorenzo Brino als Sam Camden (1999-2007)
- Nikolas Brino als David Camden (1999-2007)
- Brenda Song als Cynthia (2000)
- Happy als Happy the Dog

Matt, Mary en Simon speelden regelmatig nog mee in andere afleveringen